# Candela Serrat Tiffón
Candela Serrat Tiffón (Barcelona, 14 de novembre de 1986) és una actriu catalana coneguda pel gran públic per la seva participació en la sèrie de sobretaula de Televisió Espanyola Seis hermanas.

## Trajectòria
Nascuda a Barcelona el 1986, és la filla menor del cantant Joan Manuel Serrat i de la model de publicitat Candela Tiffón. Té una germana gran, Maria Serrat, i un germà gran per part de pare, Manuel Serrat. Es va formar a l'escola teatral LAMDA de Londres i al Laboratorio William Layton de Madrid.
El 2012, va aconseguir el seu primer paper a la televisió en la sèrie de sobretaula de TV3 La Riera, interpretant a Alba Comas. Entre 2015 i 2017 va protagonitzar la sèrie diària Seis hermanas, on va interpretar a Celia Silva durant els 486 capítols que van ser emesos. El 2018, va tornar a TV3 per participar al telefilm Cançó per tu, que va protagonitzar amb Nao Albet i Félix Herzog.
Serrat ha desenvolupat la major part de la seva trajectòria artística al teatre treballant amb directors com Mario Gas, Francisco Vidal i Joan Ollé.
El 2017, va realitzar el seu primer llargmetratge protagonitzant la pel·lícula Yerma, adaptació de l'obra homònima de Federico García Lorca, dirigida per Emilio Ruiz Barrachina.

## Filmografia

### Cinema
- Yerma - Direcció: Emilio Ruiz Barrachina.[10]

### Televisió
| Any         | Aèrie          | Personatge   | Canal                          | Notes          |
| ----------- | -------------- | ------------ | ------------------------------ | -------------- |
| 2012 - 2013 | La Riera       | Alba Comas   | TV3                            | + 300 episodis |
| 2015 - 2017 | Seis Hermanas  | Celia Silva  | La 1                           | 489 episodis   |
| 2018        | Cançó per a tu | Laia         | TV3                            | Telefilm       |
| 2019        | Estoy vivo     | Mónica Comte | La 1                           | 4 episodis     |
| 2020        | Caronte        | Sonia Vela   | Amazon Prime Vídeo / Telecinco | 1 episodi      |

### Teatre
- Un marido ideal - Direcció: Juan Carlos Pérez de la Fuente, dramatúrgia: Oscar Wilde.[11]
- Humans - Direcció: Mario Gas, dramatúrgia: Stephen Karam (2018-2019).[12]

- Incendios - Direcció: Mario Gas, dramatúrgia: Wajdi Mouawad (2017).[13]

- El loco de los balcones, com Ileana. - Direcció: Gustavo Tambascio, dramatúrgia: Mario Vargas Llosa (2014).[14]
- Doña Rosita la soltera o el lenguaje de las flores - direcció: Joan Ollé, dramatúrgia: Federico García Lorca (2014).[15]
- Espíritus vivos, personas muertas - Direcció: Sergi Vizcaíno (2013).
- Taxi... Al TNC! - Direcció: Xavier Albertí (2013).[16]
- Frankenstein - Direcció: Juanma Gómez, text adaptat per Alberto Conejero a partir de la novel·la Frankenstein o el Prometeo modern (2012).[17]
- Juli César, com Calpurnia - Direcció: Francisco Vidal, text adaptat per Fernando Sansegundo (2011-2012).[5]
- La alegría de vivir, com Gilda - Dirección: Francisco Vidal, text adaptat per José Ramón Fernández, dramatúrgia: Nöel Coward (2011).[18]

## Premis
- Premi Andalesgai a la visibilitat 2015, juntament amb la seva companya de repartiment Luz Valdenebro, pels seus papers en la sèrie Seis Hermanas.[19]
- Premi Auguri Sita Murt 2018 al Zoom Festival d'Igualada, en la categoria de joves talents en el món audiovisual.[20]

## Pla personal
Des de 2015 manté una relació amb l'actor Daniel Muriel, amb el qual va coincidir en la sèrie Seis hermanas. La parella va anunciar el seu compromís matrimonial a les xarxes socials a la fi de 2018, i es van casar el cap de setmana del 6 i 7 de juny de 2019 a Menorca. La seva filla, Mèrida, va néixer el 4 de juliol de 2020.